# ستيفاني مارخ
ستيفاني مارخ (بالإنجليزية: Stephanie March)‏ هي ممثلة أمريكية، ولدت في 23 يوليو 1974 بدالاس في الولايات المتحدة.

## أعمال

### أفلام
- (2005) السيد والسيدة سميث[5]
- (2009) اختراع الكذب[6]

### مسلسلات
- الوحدة الخاصة للضحايا

## وصلات خارجية
- ستيفاني مارخ على موقع IMDb (الإنجليزية)
- ستيفاني مارخ على موقع ألو سيني (الفرنسية)
- ستيفاني مارخ على موقع أول موفي (الإنجليزية)
- ستيفاني مارخ على موقع قاعدة بيانات برودواي على الإنترنت (الإنجليزية)
- ستيفاني مارخ على موقع قاعدة بيانات الأفلام السويدية (السويدية)
- ستيفاني مارخ على موقع إن إن دي بي (الإنجليزية)
- ستيفاني مارخ على موقع قاعدة بيانات الفيلم (الإنجليزية)
- ستيفاني مارخ على موقع كينوبويسك (الروسية)